# Lloyd Kelly
Lloyd Casius Kelly (Bristol, 6 ottobre 1998) è un calciatore inglese, difensore della Juventus.

## Biografia
Nato a Bristol, in Inghilterra, ha origini giamaicane. Ha una sorella maggiore, Mary, e un fratello minore, Marcus, con i quali a partire dall'età di 6 anni ha vissuto con tre famiglie affidatarie differenti nell'arco di 12 anni.

## Caratteristiche tecniche
Dotato di buon atletismo, è un difensore centrale che può all'occorrenza giocare da terzino sinistro.

## Carriera

### Club
Cresciuto nel settore giovanile del Bristol City, ha esordito in prima squadra l'8 agosto 2017, nella partita di Coppa di Lega vinta per 5-0 contro il Plymouth. Il 26 dicembre seguente segna la prima rete in carriera, in occasione della vittoria per 2-0 ottenuta contro il Reading. Dopo avere trovato poco spazio al primo anno, nella seconda stagione ne trova di più, conseguendo (tra tutte le competizioni) 34 presenze condite da un gol, realizzato il 18 settembre 2018 nella sconfitta per 4-2 contro il West Bromwich.
Il 18 maggio 2019 viene acquistato per quasi 15 milioni di euro dal Bournemouth. Debutta in maglia rossonera il successivo 25 settembre, nella sfida di Carabao Cup persa 2-0 col Burton Albion, mentre Il 24 giugno 2020 fa il suo esordio in Premier League nella sconfitta per 1-0 contro il Wolverhampton, rilevando nel finale di gara Jack Stacey. Il suo debutto in Premier è arrivato nel finale di campionato anche a causa di problemi fisici.
Rimasto svincolato, il 13 giugno 2024 firma con il Newcastle Utd, aggregandosi alla rosa a disposizione di Eddie Howe (già suo allenatore al Bournemouth). Il 3 febbraio 2025 viene ceduto in prestito oneroso alla Juventus, con eventuale obbligo di riscatto al termine dell'annata. Quattro giorni dopo esordisce con i bianconeri e contestualmente in Serie A nella vittoria esterna per 2-1 contro il Como, subentrando a Nicolò Savona all'intervallo. L'11 febbraio fa il suo esordio assoluto in Champions League, nonché quello da titolare con la sua nuova squadra, nel 2-1 casalingo contro il PSV Eindhoven.

### Nazionale
Ha giocato nella nazionale inglese Under-20.
Nel 2019 viene convocato nella nazionale Under-21 inglese per partecipare all'Europeo di categoria. Partecipa alla medesima manifestazione anche nel 2021.

## Statistiche

### Presenze e reti nei club
Statistiche aggiornate al 1º luglio 2025.
| Stagione            | Squadra             | Campionato          | Campionato | Campionato | Coppe nazionali | Coppe nazionali | Coppe nazionali | Coppe continentali | Coppe continentali | Coppe continentali | Altre coppe | Altre coppe | Altre coppe | Totale | Totale |
| Stagione            | Squadra             | Comp                | Pres       | Reti       | Comp            | Pres            | Reti            | Comp               | Pres               | Reti               | Comp        | Pres        | Reti        | Pres   | Reti   |
| ------------------- | ------------------- | ------------------- | ---------- | ---------- | --------------- | --------------- | --------------- | ------------------ | ------------------ | ------------------ | ----------- | ----------- | ----------- | ------ | ------ |
| 2017-2018           | Bristol City        | FLC                 | 11         | 1          | FACup+CdL       | 1+2             | 0               | -                  | -                  | -                  | -           | -           | -           | 14     | 1      |
| 2018-2019           | Bristol City        | FLC                 | 32         | 1          | FACup+CdL       | 1+1             | 0               | -                  | -                  | -                  | -           | -           | -           | 34     | 1      |
| Totale Bristol City | Totale Bristol City | Totale Bristol City | 43         | 2          |                 | 5               | 0               |                    | -                  | -                  |             | -           | -           | 48     | 2      |
| 2019-2020           | Bournemouth         | PL                  | 8          | 0          | FACup+CdL       | 0+1             | 0               | -                  | -                  | -                  | -           | -           | -           | 9      | 0      |
| 2020-2021           | Bournemouth         | FLC                 | 36+2       | 1          | FACup+CdL       | 1+2             | 0               | -                  | -                  | -                  | -           | -           | -           | 41     | 1      |
| 2021-2022           | Bournemouth         | FLC                 | 41         | 1          | FACup+CdL       | 0+1             | 0               | -                  | -                  | -                  | -           | -           | -           | 42     | 1      |
| 2022-2023           | Bournemouth         | PL                  | 23         | 0          | FACup+CdL       | 1+0             | 0               | -                  | -                  | -                  | -           | -           | -           | 24     | 0      |
| 2023-2024           | Bournemouth         | PL                  | 23         | 0          | FACup+CdL       | 1+1             | 1+0             | -                  | -                  | -                  | -           | -           | -           | 25     | 1      |
| Totale Bournemouth  | Totale Bournemouth  | Totale Bournemouth  | 131+2      | 2          |                 | 8               | 1               |                    | -                  | -                  |             | -           | -           | 141    | 3      |
| 2024-feb. 2025      | Newcastle Utd       | PL                  | 10         | 0          | FACup+CdL       | 1+3             | 0               | -                  | -                  | -                  | -           | -           | -           | 14     | 0      |
| feb.-giu. 2025      | Juventus            | A                   | 12         | 0          | CI              | 1               | 0               | UCL                | 2                  | 0                  | SI+Cmc      | 0+4         | 0           | 19     | 0      |
| Totale carriera     | Totale carriera     | Totale carriera     | 198        | 4          |                 | 18              | 1               |                    | 2                  | 0                  |             | 4           | 0           | 222    | 5      |